# Lagarde (Ariège)
Pour les articles homonymes, voir Lagarde.
Lagarde (La Garda en occitan languedocien) est une commune française, située dans le département de l'Ariège en région Occitanie. Sur le plan historique et culturel, la commune fait partie du pays d'Olmes, haut lieu de la tragédie cathare alliant des paysages d'une extrême diversité.
Exposée à un climat océanique altéré, elle est drainée par l'Hers-Vif, le Touyre et par divers autres petits cours d'eau. La commune possède un patrimoine naturel remarquable : un site Natura 2000 (« Garonne, Ariège, Hers, Salat, Pique et Neste »), un espace protégé (le « Pesquie - Lagarde ») et quatre zones naturelles d'intérêt écologique, faunistique et floristique.
Lagarde est une commune rurale qui compte 210 habitants en 2022, après avoir connu un pic de population de 720 habitants en 1836. Ses habitants sont appelés les Gardéens ou Gardéennes.
Le patrimoine architectural de la commune comprend deux  immeubles protégés au titre des monuments historiques : le château, classé en 1914, et le château de Sibra, inscrit en 2004.

## Géographie

### Localisation
1. Carte dynamique
2. Carte Openstreetmap
3. Carte topographique
4. Carte avec les communes environnantes

La commune de Lagarde se trouve dans le département de l'Ariège, en région Occitanie.
Elle se situe à 28 km à vol d'oiseau de Foix, préfecture du département, à 27 km de Pamiers, sous-préfecture, et à 7 km de Mirepoix, bureau centralisateur du canton de Mirepoix dont dépend la commune depuis 2015 pour les élections départementales.
La commune fait en outre partie du bassin de vie de Mirepoix.
Les communes les plus proches sont : 
Tréziers (1,9 km), Roumengoux (2,4 km), Moulin-Neuf (2,9 km), Saint-Quentin-la-Tour (3,4 km), La Bastide-de-Bousignac (4,0 km), Belloc (4,1 km), Camon (4,1 km), Cazals-des-Baylès (4,4 km).
Sur le plan historique et culturel, Lagarde fait partie du pays d'Olmes, haut lieu de la tragédie cathare alliant des paysages d'une extrême diversité.
Commune du piémont pyrénéen située au sud-est de Mirepoix dans l'est de l'Ariège, elle est limitrophe du département de l'Aude.
Les communes limitrophes sont  Camon, Corbières, La Bastide-de-Bousignac, Moulin-Neuf, Roumengoux, Saint-Quentin-la-Tour et Tréziers.
| Roumengoux              | Moulin-Neuf | Tréziers (Aude)  |
| La Bastide-de-Bousignac | Lagarde     | Corbières (Aude) |
| Saint-Quentin-la-Tour   | Camon       |                  |

### Géologie et relief
La commune est située dans le Bassin aquitain, le deuxième plus grand bassin sédimentaire de la France après le Bassin parisien, certaines parties étant recouvertes par des formations superficielles. Les terrains affleurants sur le territoire communal sont constitués de roches sédimentaires datant du Cénozoïque, l'ère géologique la plus récente sur l'échelle des temps géologiques, débutant il y a 66 millions d'années. La structure détaillée des couches affleurantes est décrite dans la feuille « n°1058 - Mirepoix » de la carte géologique harmonisée au 1/50 000ème du département de l'Ariège, et sa notice associée.
La superficie cadastrale de la commune publiée par l’Insee, qui sert de références dans toutes les statistiques, est de 11,93 km2,. La superficie géographique, issue de la BD Topo, composante du Référentiel à grande échelle produit par l'IGN, est quant à elle de 11,97 km2. Son relief est relativement accidenté puisque la dénivelée maximale atteint 227 mètres. L'altitude du territoire varie entre 316 m et 543 m.

### Hydrographie

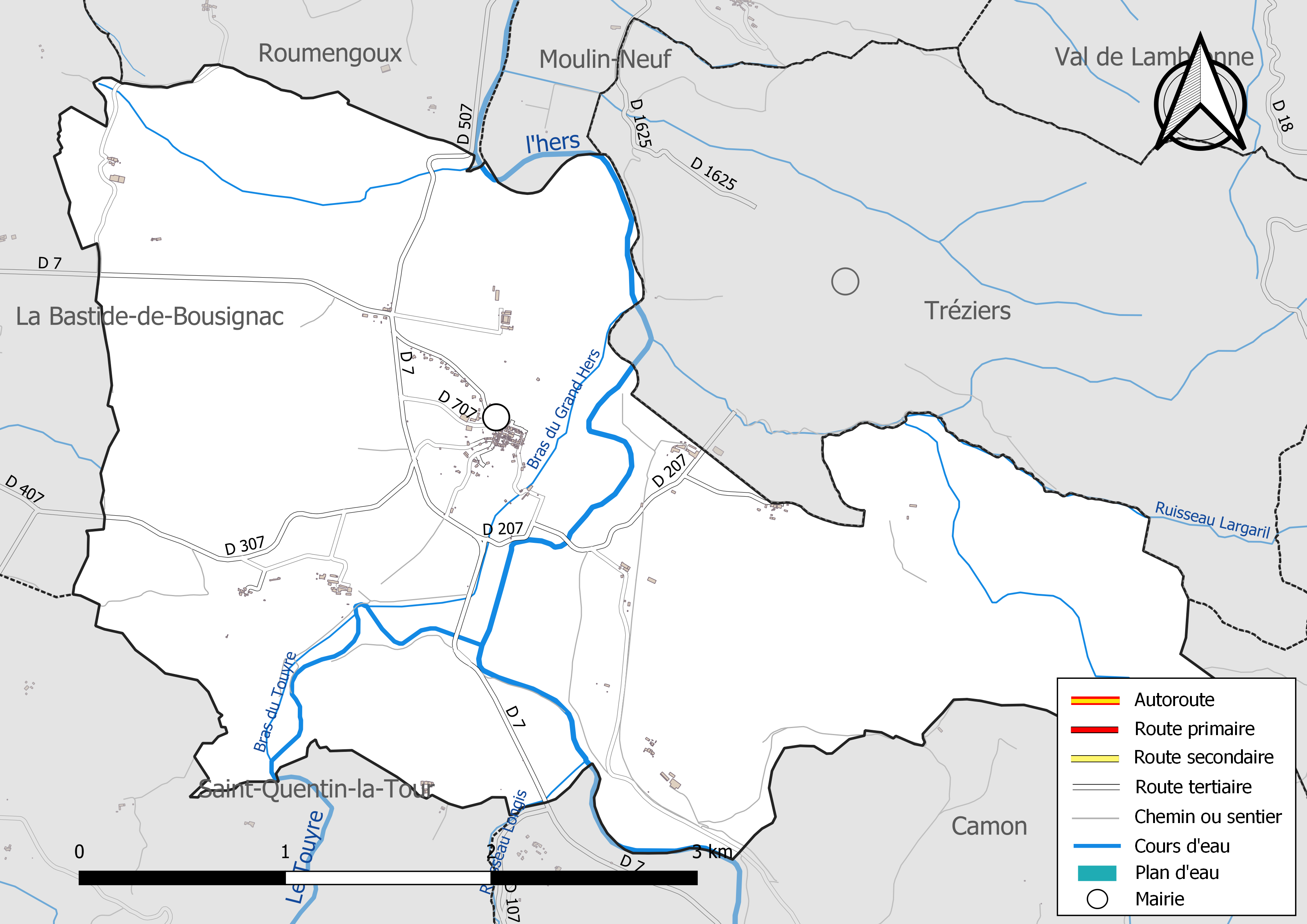
Réseaux hydrographique et routier de Lagarde.

La commune est dans le bassin versant de la Garonne, au sein du bassin hydrographique Adour-Garonne. Elle est drainée par l'Hers-Vif, le Touyre, un bras du Grand Hers, un bras du Touyre, le ruisseau Largaril, le ruisseau Longis et par deux petits cours d'eau, constituant un réseau hydrographique de 15 km de longueur totale,.
L'Hers-Vif, d'une longueur totale de 134,9 km, prend sa source dans la commune de Prades et s'écoule du sud vers le nord. Il traverse la commune et se jette dans l'Ariège à Cintegabelle, après avoir traversé 41 communes.
Le Touyre, d'une longueur totale de 39,2 km, prend sa source dans la commune de Montferrier et s'écoule du sud vers le nord. Il traverse la commune et se jette dans l'Hers-Vif sur le territoire communal, après avoir traversé 10 communes.

### Climat
Pour des articles plus généraux, voir Climat de l'Occitanie et Climat de l'Ariège.
En 2010, le climat de la commune est de type climat méditerranéen altéré, selon une étude s'appuyant sur une série de données couvrant la période 1971-2000. En 2020, Météo-France publie une typologie des climats de la France métropolitaine dans laquelle la commune est exposée à un climat de montagne et est dans une zone de transition entre les régions climatiques « Pyrénées orientales » et « Pyrénées centrales »0.
Pour la période 1971-2000, la température annuelle moyenne est de 12,8 °C, avec une amplitude thermique annuelle de 15,8 °C. Le cumul annuel moyen de précipitations est de 855 mm, avec 10 jours de précipitations en janvier et 6 jours en juillet. Pour la période 1991-2020, la température moyenne annuelle observée sur la station météorologique la plus proche, située sur la commune de Léran à 7 km à vol d'oiseau, est de 12,5 °C et le cumul annuel moyen de précipitations est de 810,2 mm,. Pour l'avenir, les paramètres climatiques de la commune estimés pour 2050 selon différents scénarios d'émission de gaz à effet de serre sont consultables sur un site dédié publié par Météo-France en novembre 2022.

### Milieux naturels et biodiversité

#### Espaces protégés
La protection réglementaire est le mode d’intervention le plus fort pour préserver des espaces naturels remarquables et leur biodiversité associée,.
Un  espace protégé est présent sur la commune : 
le « Pesquie - Lagarde », un terrain acquis (ou assimilé) par un conservatoire d'espaces naturels, d'une superficie de 5,8 ha.

#### Réseau Natura 2000

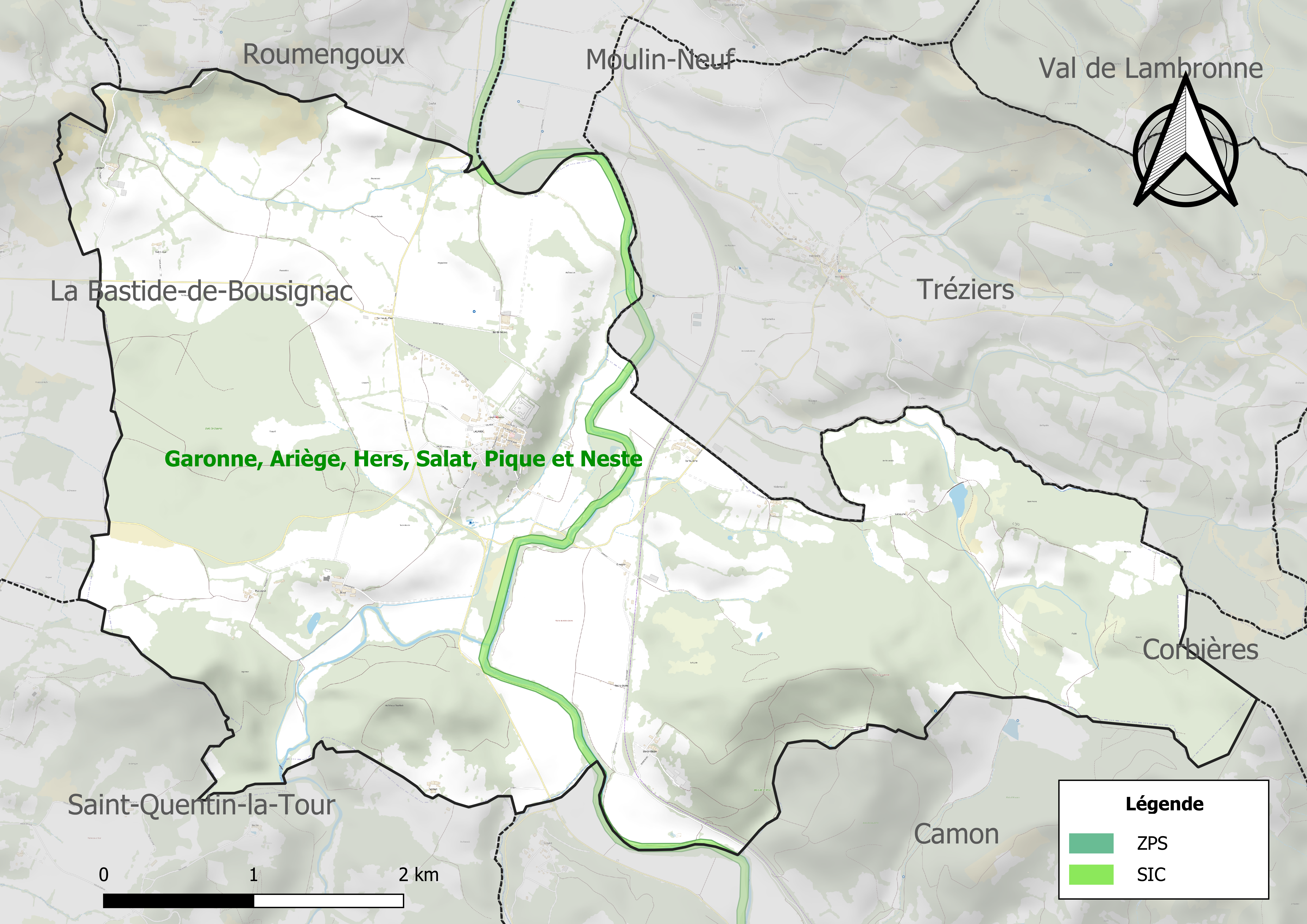
Site Natura 2000 sur le territoire communal.

Le réseau Natura 2000 est un réseau écologique européen de sites naturels d'intérêt écologique élaboré à partir des directives habitats et oiseaux, constitué de zones spéciales de conservation (ZSC) et de zones de protection spéciale (ZPS).
Un site Natura 2000 a été défini sur la commune au titre de la directive habitats : « Garonne, Ariège, Hers, Salat, Pique et Neste », d'une superficie de 9 581 ha, un réseau hydrographique pour les poissons migrateurs, avec des zones de frayères actives et potentielles importantes pour le Saumon en particulier qui fait l'objet d'alevinages réguliers et dont des adultes atteignent déjà Foix sur l'Ariège.

#### Zones naturelles d'intérêt écologique, faunistique et floristique
L’inventaire des zones naturelles d'intérêt écologique, faunistique et floristique (ZNIEFF) a pour objectif de réaliser une couverture des zones les plus intéressantes sur le plan écologique, essentiellement dans la perspective d’améliorer la connaissance du patrimoine naturel national et de fournir aux différents décideurs un outil d’aide à la prise en compte de l’environnement dans l’aménagement du territoire.
Deux ZNIEFF de type 1 sont recensées sur la commune :
le « cours de l'Hers » (891 ha), couvrant 41 communes dont 32 dans l'Ariège, 7 dans l'Aude et 2 dans la Haute-Garonne, et 
le « lac de Montbel et partie orientale du bas pays d'Olmes » (7 200 ha), couvrant 38 communes dont 30 dans l'Ariège et 8 dans l'Aude
et deux ZNIEFF de type 2, : 
- les « coteaux du Palassou » (26 749 ha), couvrant 48 communes dont 43 dans l'Ariège et 5 dans l'Aude[34] ;
- « l'Hers et ripisylves » (1 417 ha), couvrant 41 communes dont 32 dans l'Ariège, 7 dans l'Aude et 2 dans la Haute-Garonne[35].

Carte des ZNIEFF de type 1 et 2 à Lagarde.
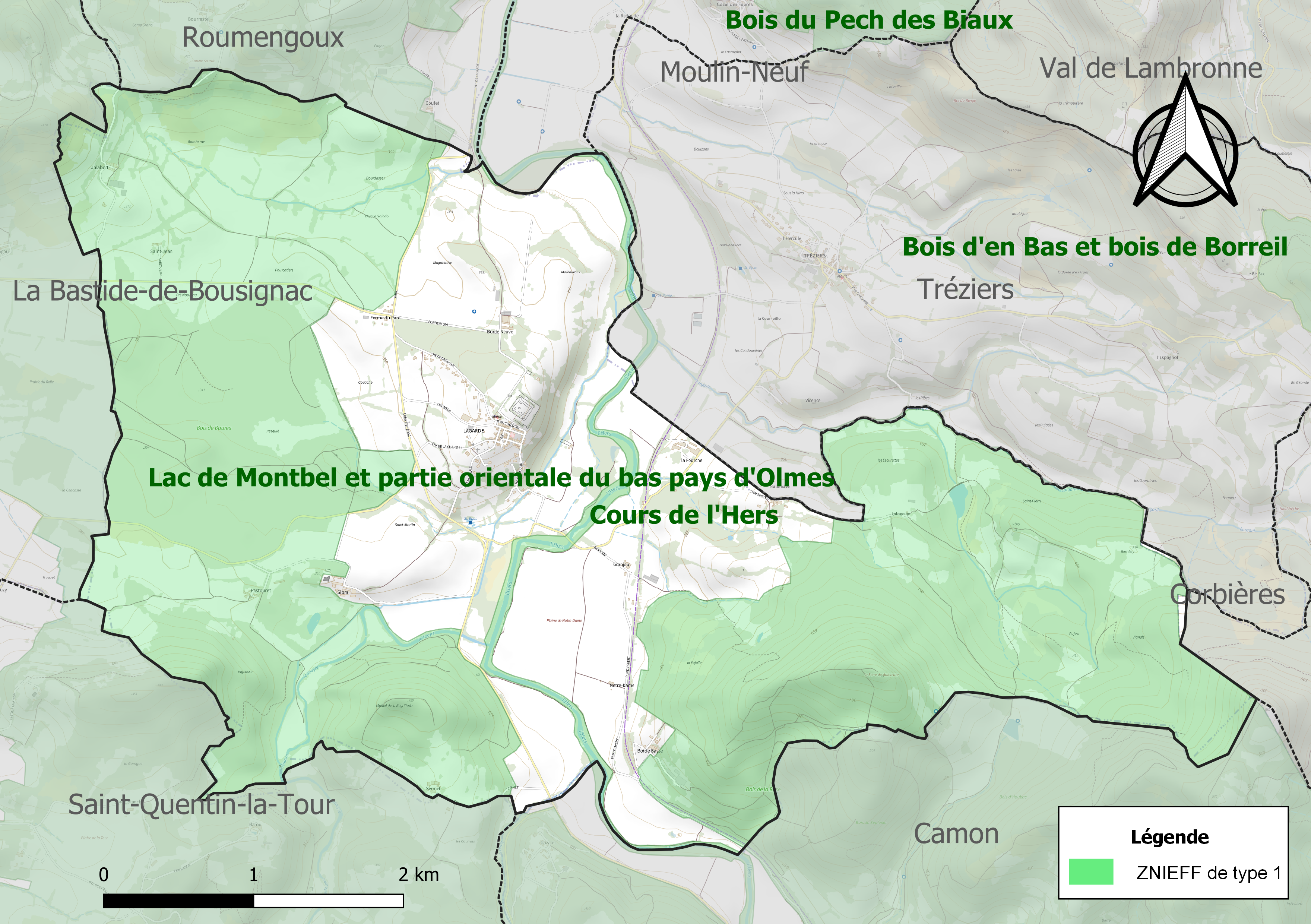
Carte des ZNIEFF de type 1 sur la commune.
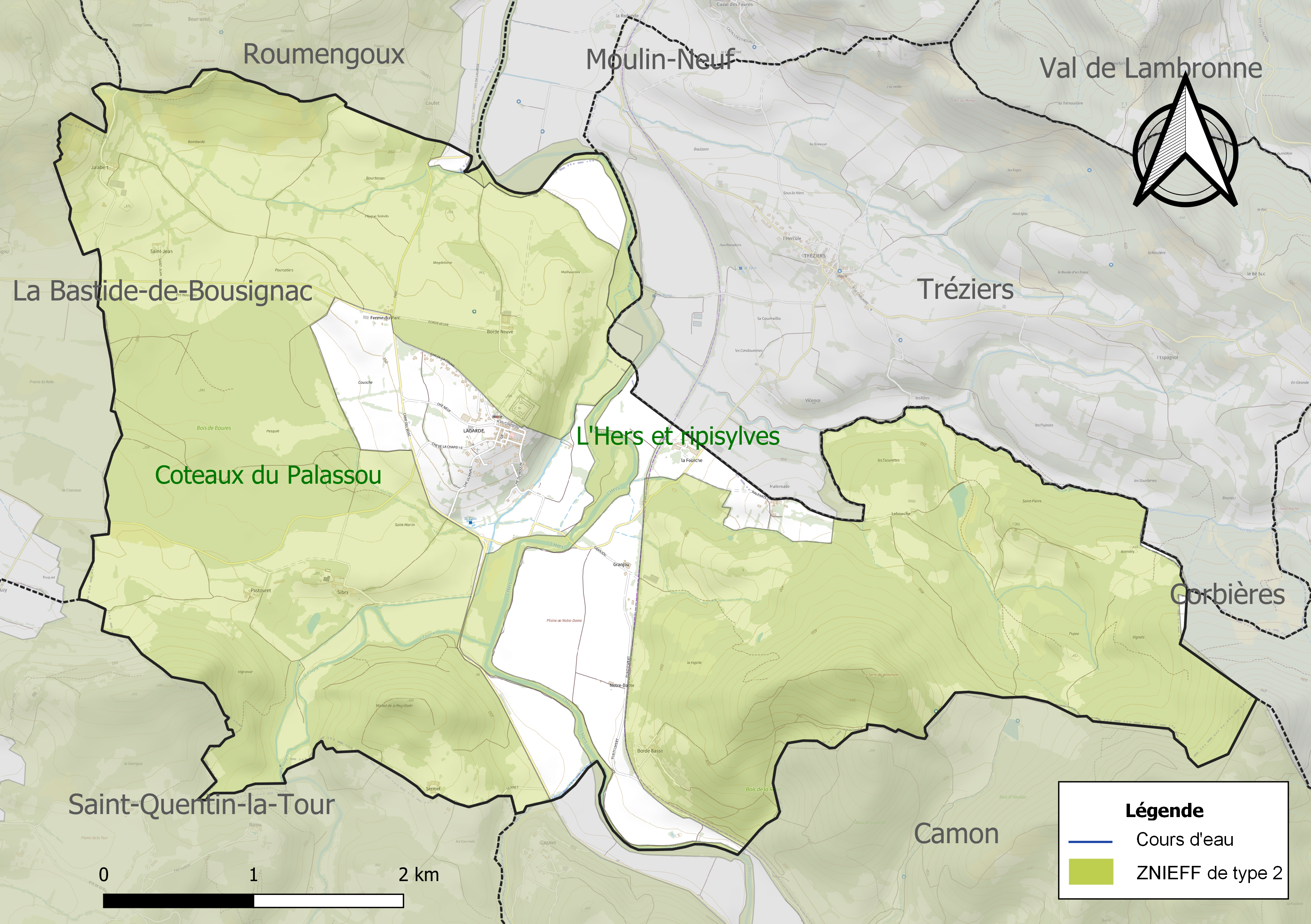
Carte des ZNIEFF de type 2 sur la commune.

## Urbanisme

### Typologie
Au 1er janvier 2024, Lagarde est catégorisée commune rurale à habitat dispersé, selon la nouvelle grille communale de densité à 7 niveaux définie par l'Insee en 2022.
Elle est située hors unité urbaine et hors attraction des villes,.

### Occupation des sols
L'occupation des sols de la commune, telle qu'elle ressort de la base de données européenne d’occupation biophysique des sols Corine Land Cover (CLC), est marquée par l'importance des territoires agricoles (57,8 % en 2018), une proportion identique à celle de 1990 (57,8 %). La répartition détaillée en 2018 est la suivante : 
forêts (42,2 %), zones agricoles hétérogènes (32,4 %), prairies (17 %), terres arables (8,3 %). L'évolution de l’occupation des sols de la commune et de ses infrastructures peut être observée sur les différentes représentations cartographiques du territoire : la carte de Cassini (XVIIIe siècle), la carte d'état-major (1820-1866) et les cartes ou photos aériennes de l'IGN pour la période actuelle (1950 à aujourd'hui).

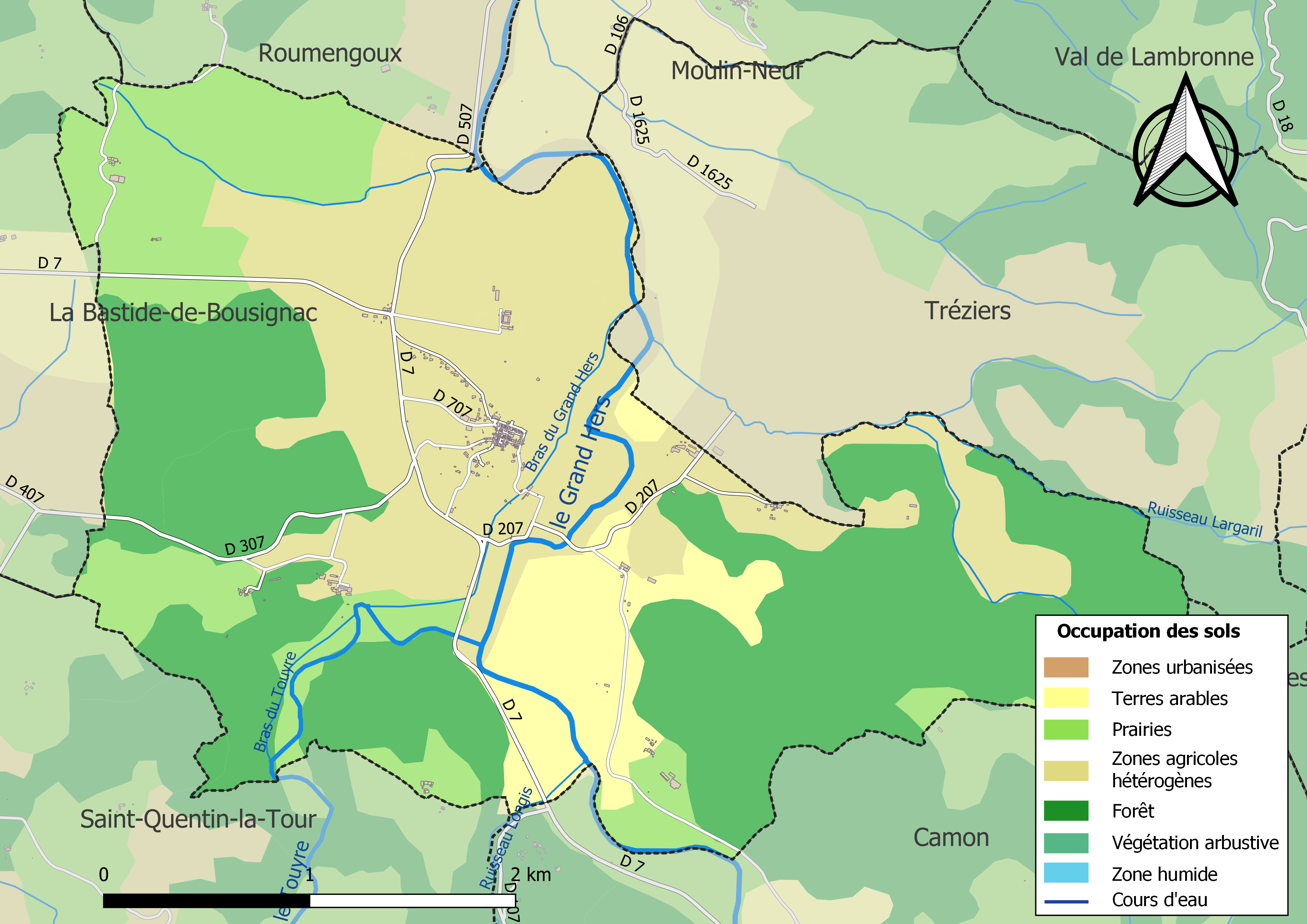
Carte des infrastructures et de l'occupation des sols de la commune en 2018 (CLC).

### Hameaux
Bordeneuve, Jalabert, La Fouche, Malematte, Pastouret, Sibra…

### Habitat et logement
En 2018, le nombre total de logements dans la commune était de 164, alors qu'il était de 164 en 2013 et de 155 en 2008.
Parmi ces logements, 59,8 % étaient des résidences principales, 22 % des résidences secondaires et 18,3 % des logements vacants. Ces logements étaient pour 97,6 % d'entre eux des maisons individuelles et pour 2,4 % des appartements.
Le tableau ci-dessous présente la typologie des logements à Lagarde en 2018 en comparaison avec celle de l'Ariège et de la France entière. Une caractéristique marquante du parc de logements est ainsi une proportion de résidences secondaires et logements occasionnels (22 %) inférieure à celle du département (24,6 %) mais supérieure à celle de la France entière (9,7 %). Concernant le statut d'occupation de ces logements, 76,5 % des habitants de la commune sont propriétaires de leur logement (84,9 % en 2013), contre 66,3 % pour l'Ariège et 57,5 % pour la France entière.
| Typologie                                               | Lagarde | Ariège | France entière |
| ------------------------------------------------------- | ------- | ------ | -------------- |
| Résidences principales (en %)                           | 59,8    | 65,7   | 82,1           |
| Résidences secondaires et logements occasionnels (en %) | 22      | 24,6   | 9,7            |
| Logements vacants (en %)                                | 18,3    | 9,7    | 8,2            |

### Risques majeurs
Le territoire de la commune de Lagarde est vulnérable à différents aléas naturels : inondations, climatiques (grand froid ou canicule), feux de forêts, mouvements de terrains et séisme (sismicité faible). Il est également exposé à deux risques technologiques,  le transport de matières dangereuses et la rupture d'un barrage,.

#### Risques naturels

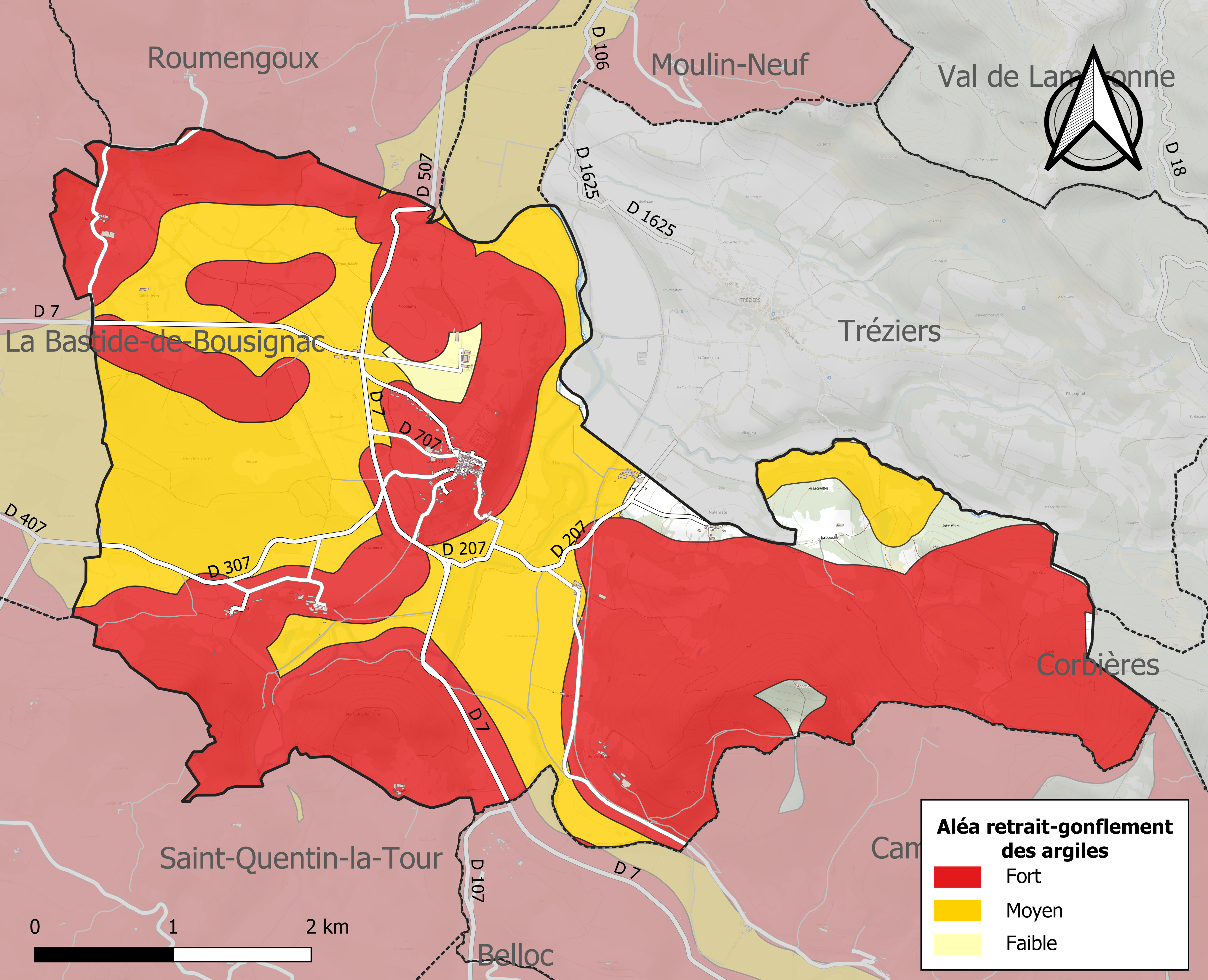
Zonage de l'aléa retrait-gonflement des argiles sur la commune de Lagarde.

Certaines parties du territoire communal sont susceptibles d’être affectées par le risque d’inondation par débordement, crue torrentielle d'un cours d'eau, ou ruissellement d'un versant.
Les mouvements de terrains susceptibles de se produire sur la commune sont soit des chutes de blocs, soit des glissements de terrains, soit des mouvements liés au retrait-gonflement des argiles. Près de 50 % de la superficie du département est concernée par l'aléa retrait-gonflement des argiles, dont la commune de Lagarde. L'inventaire national des cavités souterraines permet par ailleurs de localiser celles situées sur la commune.

#### Risques technologiques
Le risque de transport de matières dangereuses par une infrastructure routière ou ferroviaire ou par une canalisation de transport de gaz concerne la commune. Un accident se produisant sur une telle infrastructure est en effet susceptible d’avoir des effets graves au bâti ou aux personnes jusqu’à 350 m, selon la nature du matériau transporté. Des dispositions d’urbanisme peuvent être préconisées en conséquence.
Dans le département de l’Ariège on dénombre cinq grands barrages susceptibles d’occasionner des dégâts en cas de rupture. La commune fait partie des 80 communes susceptibles d’être touchées par l’onde de submersion consécutive à la rupture d’un de ces barrages.

## Histoire
Des fossiles de lophiodon ont été découverts à Sibra en 1850.
La gare de Lagarde, située sur la ligne de Moulin-Neuf à Lavelanet, est ouverte en 1902 mais le transport de voyageurs a définitivement cessé durant la Seconde Guerre mondiale.
Le 25 mai 1969, la commune de Lagarde est frappée par une tornade de type F3. Elle a détruit les hameaux de Sermet et la Fouche, et transporté des objets sur plus d'un kilomètre. Bilan : arbres centenaires de plusieurs mètres de diamètre complètement déracinés, cassés net, emportés voire dépouillés ; machines agricoles renversées ; toitures neuves enlevées ; matériel et matière textiles emportés sur plusieurs centaines de mètres ; remorque métallique soulevée et déplacée ; bidons métalliques de 200 litres emmenés dans les airs à plus de cent mètres de hauteur pour aller retomber deux cents mètres plus loin...
Quelques heures plus tard dans le département de l'Aude, une autre tornade de type F3 ravage le village de Leuc. Une telle vague de puissantes tornades est rare en France même si le phénomène en lui-même est fréquent sur le territoire. Une tornade comme celle de Lagarde a une période de retour en France de l'ordre de 5 ans ou plus.

## Politique et administration

### Découpage territorial
La commune de Lagarde est membre de la communauté de communes du Pays de Mirepoix, un établissement public de coopération intercommunale (EPCI) à fiscalité propre créé le 31 décembre 2013 dont le siège est à Mirepoix. Ce dernier est par ailleurs membre d'autres groupements intercommunaux.
Sur le plan administratif, elle est rattachée à l'arrondissement de Pamiers, au département de l'Ariège, en tant que circonscription administrative de l'État, et à la région Occitanie.
Sur le plan électoral, elle dépend du canton de Mirepoix pour l'élection des conseillers départementaux, depuis le redécoupage cantonal de 2014 entré en vigueur en 2015, et de la deuxième circonscription de l'Ariège  pour les élections législatives, depuis le redécoupage électoral de 1986.

### Liste des maires
| Période                                  | Période  | Identité                              | Étiquette | Qualité                    |
| ---------------------------------------- | -------- | ------------------------------------- | --------- | -------------------------- |
| ?                                        | 1890     | Charles Joseph Jean Baptiste Vigarosy |           |                            |
|                                          |          |                                       |           |                            |
| mars 2001                                | 2014     | Anne-Marie Milesi                     |           |                            |
| mars 2014                                | 2017     | Henri Delmas                          | SE        | Retraité Fonction publique |
| 2017                                     | En cours | Christian Chaubet                     |           |                            |
| Les données manquantes sont à compléter. |          |                                       |           |                            |

## Démographie
| 1793 | 1800 | 1806 | 1821 | 1831 | 1836 | 1841 | 1846 | 1851 |
| ---- | ---- | ---- | ---- | ---- | ---- | ---- | ---- | ---- |
| 578  | 418  | 595  | 654  | 708  | 720  | 633  | 618  | 659  |

| 1856 | 1861 | 1866 | 1872 | 1876 | 1881 | 1886 | 1891 | 1896 |
| ---- | ---- | ---- | ---- | ---- | ---- | ---- | ---- | ---- |
| 631  | 673  | 674  | 572  | 562  | 564  | 581  | 530  | 492  |

| 1901 | 1906 | 1911 | 1921 | 1926 | 1931 | 1936 | 1946 | 1954 |
| ---- | ---- | ---- | ---- | ---- | ---- | ---- | ---- | ---- |
| 440  | 445  | 469  | 416  | 439  | 419  | 361  | 308  | 298  |

| 1962 | 1968 | 1975 | 1982 | 1990 | 1999 | 2006 | 2008 | 2013 |
| ---- | ---- | ---- | ---- | ---- | ---- | ---- | ---- | ---- |
| 261  | 213  | 185  | 177  | 172  | 194  | 183  | 180  | 181  |

| 2018 | 2022 | - | - | - | - | - | - | - |
| ---- | ---- | - | - | - | - | - | - | - |
| 198  | 210  | - | - | - | - | - | - | - |

## Économie

### Revenus
En 2018, la commune compte 97 ménages fiscaux, regroupant 187 personnes. La médiane du revenu disponible par unité de consommation est de 18 700 € (19 820 € dans le département).

### Emploi
| Division       | 2008  | 2013   | 2018   |
| -------------- | ----- | ------ | ------ |
| Commune        | 9,2 % | 11 %   | 14,4 % |
| Département    | 8,9 % | 11,1 % | 11,2 % |
| France entière | 8,3 % | 10 %   | 10 %   |

En 2018, la population âgée de 15 à 64 ans s'élève à 104 personnes, parmi lesquelles on compte 72,1 % d'actifs (57,7 % ayant un emploi et 14,4 % de chômeurs) et 27,9 % d'inactifs,. Depuis 2008, le taux de chômage communal (au sens du recensement) des 15-64 ans est supérieur à celui de la France et du département.
La commune est hors attraction des villes,. Elle compte 25 emplois en 2018, contre 13 en 2013 et 22 en 2008. Le nombre d'actifs ayant un emploi résidant dans la commune est de 61, soit un indicateur de concentration d'emploi de 41,1 % et un taux d'activité parmi les 15 ans ou plus de 45 %.
Sur ces 61 actifs de 15 ans ou plus ayant un emploi, 18 travaillent dans la commune, soit 30 % des habitants. Pour se rendre au travail, 75,4 % des habitants utilisent un véhicule personnel ou de fonction à quatre roues, 6,6 % s'y rendent en deux-roues, à vélo ou à pied et 18 % n'ont pas besoin de transport (travail au domicile).

### Activités hors agriculture
18 établissements sont implantés  à Lagarde au 31 décembre 2019.
Le secteur des activités spécialisées, scientifiques et techniques et des activités de services administratifs et de soutien est prépondérant sur la commune puisqu'il représente 27,8 % du nombre total d'établissements de la commune (5 sur les 18 entreprises implantées  à Lagarde), contre 13,2 % au niveau départemental.
Les activités agricoles prédominent sur la commune, qui a néanmoins accueilli plusieurs entreprises textiles aux XIXe et XXe siècles, faisant de Lagarde la terminaison septentrionale du bassin textile du pays d'Olmes.

### Agriculture
|                                   | 1988 | 2000 | 2010 |
| --------------------------------- | ---- | ---- | ---- |
| Exploitations                     | 9    | 7    | 5    |
| Superficie agricole utilisée (ha) | 567  | 724  | 577  |

La commune fait partie de la petite région agricole dénommée « Coteaux de l'Ariège ». En 2010, l'orientation technico-économique de l'agriculture  sur la commune est l'élevage de bovins pour la viande. Cinq exploitations agricoles ayant leur siège dans la commune sont dénombrées lors du recensement agricole de 2010 (neuf en 1988). La superficie agricole utilisée est de 577 ha.

## Culture locale et patrimoine

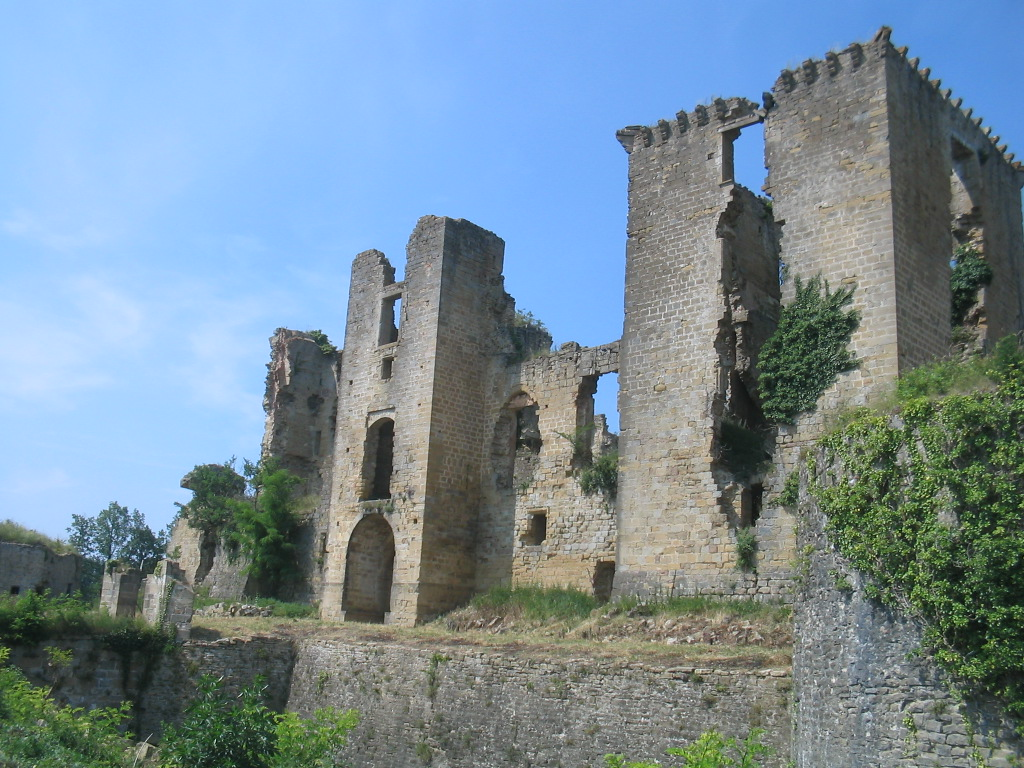
Le château

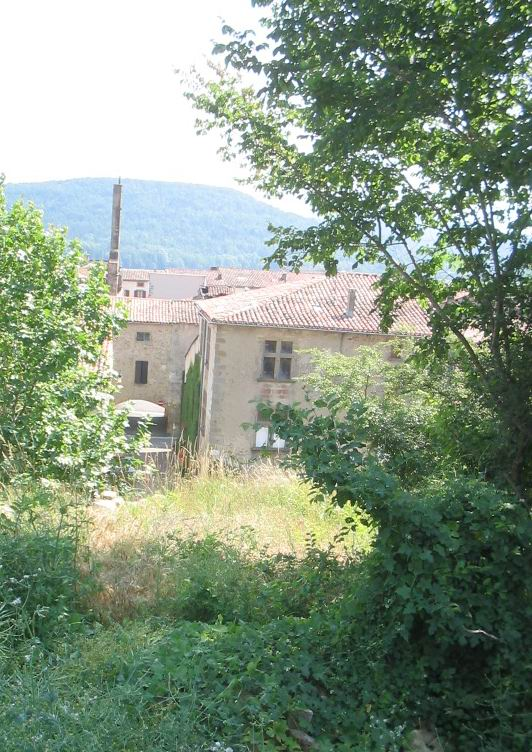
La rue principale de Lagarde vue depuis la terrasse du château.

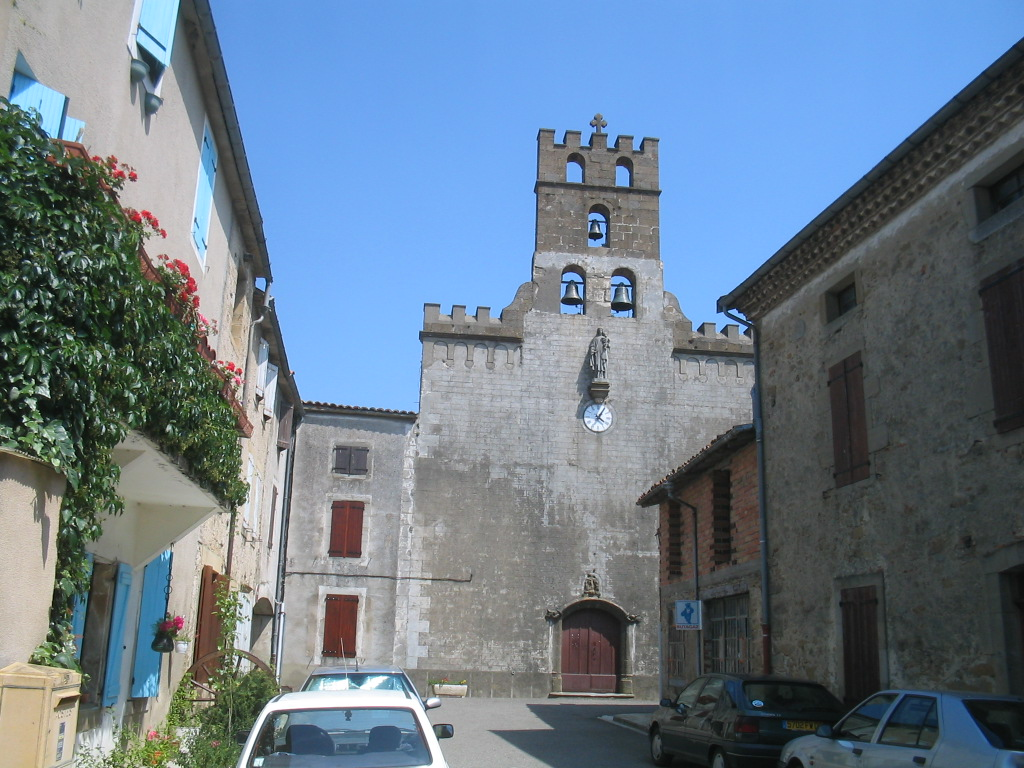
L'église.

### Le château
Le château est une imposante bâtisse médiévale dont la construction a débuté au XIe siècle par l'édification d'une première tour carrée (1063-1065) par Ramire 1er de Navarre roi d’Aragon comte de Barcelone. Puis au XIIe siècle entre 1176 et 1180 le château s’agrandit à 4 tours carrées avec hourds et couverture en ardoise, une poterne d’entrée rectangulaire avec porte en bois et herse, pont-levis et fossé au pied des murs, cet ensemble est relié par des murs avec meurtrières à sabot en partie basse, crènelage en partie haute avec derrière une circulation en bois. Au milieu de la très belle cour pavée de galets de rivière se trouvait déjà le puits circulaire, encore en place aujourd’hui, de 62 mètres de profondeur et 2 mètres de diamètre en très belle pierre taillée dont la maçonnerie fait 1,20 mètre d’épaisseur. C’est Alphonse II « le chaste » roi d’Aragon (1152-1196) fils de Raimond Bérenger II de Provence et de Pétronille d'Aragon, qui fit construire cet imposant château, gardien de la vallée de l’Hers, voie très importante de communication.
Simon IV de Montfort attribua le « village » de Lagarde et son château à Guy Ier de Lévis, lieutenant de son armée, en 1212, après que Simon de Montfort ait convoqué à Pamiers une assemblée générale de nobles, de prélats et de bourgeois notables, où l’on rédigera pour l’administration du pays conquis un statut comprenant 46 articles. Entériné par le Traité de Paris, signé le 12 avril 1229 sur le parvis de Notre-Dame, il est stipulé entre autres dans les textes que la seigneurie de Mirepoix est donnée à Gui Ier de Lévis, qui devient vassal du Roi de France « Louis IX ou Saint-Louis », et se voit décerner le titre héréditaire de Maréchal de la Foi, il prend officiellement à ce moment le nom de Gui Ier de Lévis Mirepoix.
Depuis 1990, divers groupes et associations de bénévoles se relaient pour œuvrer à la restauration du château.

### L'église
- Église de la Nativité-de-la-Vierge de Lagarde.

### Personnalités liées à la commune
- Jean-Baptiste Espert de Latour (1764-1815), général des armées de la République et de l'Empire.
- Jean-Marc Espert de Bulach (1774-1835), général des armées de la République et de l'Empire

### Héraldique
| Lagarde | Son blasonnement est : D'argent à une barre componée de sinople et d'or. |

### Randonnée
Le sentier de grande randonnée 7 (sentier européen E4) passe par Lagarde dans l'étape de Mirepoix à Andorre-la-Vieille.

## Pour approfondir